# Campionato del mondo di arrampicata
Il Campionato del mondo di arrampicata è una competizione internazionale di arrampicata sportiva a cadenza biennale organizzata dalla International Federation of Sport Climbing (IFSC), a partire dalla stagione 1991.
Durante l'evento si disputano quattro specialità: lead, boulder, speed e combinata. La specialità boulder è presente solo dal 2001, mentre si è cominciato a gareggiare nella combinata a partire dal 2012.
Il 21 novembre 2009 durante un meeting organizzativo a Barcellona la IFSC ha deciso di spostare il Campionato del mondo dagli anni dispari a quelli pari a partire dall'edizione 2012. Questa decisione è stata presa per evitare che i Giochi mondiali e i Campionati del mondo avvenissero nello stesso anno, facilitando così sia la federazione che gli atleti.

## Edizioni
| Anno | Luogo       | Data                 | Discipline | Discipline | Discipline | Discipline | Discipline | Note   |
| ---- | ----------- | -------------------- | ---------- | ---------- | ---------- | ---------- | ---------- | ------ |
| Anno | Luogo       | Data                 | numero     | lead       | speed      | boulder    | combinata  | Note   |
| 1991 | Francoforte | 2 ottobre            | 2          | •          | •          |            |            | [ 2 ]  |
| 1993 | Innsbruck   | 30 aprile            | 2          | •          | •          |            |            | [ 3 ]  |
| 1995 | Ginevra     | 6 maggio             | 2          | •          | •          |            |            | [ 4 ]  |
| 1997 | Parigi      | 1º febbraio          | 2          | •          | •          |            |            | [ 5 ]  |
| 1999 | Birmingham  | 3 dicembre           | 2          | •          | •          |            |            | [ 6 ]  |
| 2001 | Winterthur  | 5 - 8 settembre      | 3          | •          | •          | •          |            | [ 7 ]  |
| 2003 | Chamonix    | 9 - 13 luglio        | 3          | •          | •          | •          |            | [ 8 ]  |
| 2005 | Monaco      | 1 - 5 luglio         | 3          | •          | •          | •          |            | [ 9 ]  |
| 2007 | Avilés      | 17 – 23 settembre    | 3          | •          | •          | •          |            | [ 10 ] |
| 2009 | Qinghai     | 30 giugno - 5 luglio | 3          | •          | •          | •          |            | [ 11 ] |
| 2011 | Arco        | 15 – 24 luglio       | 3          | •          | •          | •          |            | [ 12 ] |
| 2012 | Parigi      | 12 – 16 settembre    | 3          | •          | •          | •          | •          | [ 13 ] |
| 2014 | Monaco      | 21 - 23 agosto       | 1          |            |            | •          |            | [ 14 ] |
| 2014 | Gijón       | 8 - 14 settembre     | 2          | •          | •          |            | •          | [ 15 ] |
| 2016 | Parigi      | 14 - 18 settembre    | 3          | •          | •          | •          | •          | [ 16 ] |
| 2018 | Innsbruck   | 10 - 16 settembre    | 4          | •          | •          | •          | •          | [ 17 ] |
| 2019 | Hachiōji    | 11 - 21 agosto       | 4          | •          | •          | •          | •          | [ 18 ] |
| 2021 | Mosca       | 16 - 21 settembre    | 5          | •          | •          | •          | •          | [ 19 ] |
| 2023 | Berna       | 1° - 12 agosto       | 4          | •          | •          | •          | •          | [ 20 ] |

## Medaglie uomini

### Lead
| Anno | Oro                          | Argento                  | Bronzo                                    |
| ---- | ---------------------------- | ------------------------ | ----------------------------------------- |
| 1991 | François Legrand             | Yuji Hirayama            | Guido Köstermeyer                         |
| 1993 | François Legrand (2)         | Stefan Glowacz           | Yuji Hirayama                             |
| 1995 | François Legrand (3)         | Arnaud Petit             | Elie Chevieux                             |
| 1997 | François Petit               | Chris Sharma             | François Legrand                          |
| 1999 | Bernardino Lagni             | Yuji Hirayama            | Maksym Petrenko                           |
| 2001 | Gérome Pouvreau              | Tomáš Mrázek             | François Petit                            |
| 2003 | Tomáš Mrázek                 | Patxi Usobiaga           | David Caude                               |
| 2005 | Tomáš Mrázek (2)             | Patxi Usobiaga           | Alexandre Chabot                          |
| 2007 | Ramón Julián Puigblanque     | Patxi Usobiaga           | Cédric Lachat Tomáš Mrázek Jorg Verhoeven |
| 2009 | Patxi Usobiaga               | Adam Ondra               | David Lama                                |
| 2011 | Ramón Julián Puigblanque (2) | Jakob Schubert           | Adam Ondra                                |
| 2012 | Jakob Schubert               | Sean McColl              | Adam Ondra                                |
| 2014 | Adam Ondra                   | Ramón Julián Puigblanque | Sachi Amma                                |
| 2016 | Adam Ondra (2)               | Jakob Schubert           | Gautier Supper                            |
| 2018 | Jakob Schubert (2)           | Adam Ondra               | Alex Megos                                |
| 2019 | Adam Ondra (3)               | Alex Megos               | Jakob Schubert                            |
| 2021 | Jakob Schubert (3)           | Luka Potočar             | Hamish McArthur                           |
| 2023 | Jakob Schubert (4)           | Sorato Anraku            | Alexander Megos                           |

### Speed
| Anno        | Oro                   | Argento              | Bronzo                |
| ----------- | --------------------- | -------------------- | --------------------- |
| 1991        | Hans Florine          | Jacky Godoffe        | Kairat Rakhmetov      |
| 1993        | Vladimir Netsvetaev   | Serik Kazbekov       | Yevgen Kryvosheytsev  |
| 1995        | Andrey Vedenmeer      | Milan Benian         | Vladimir Netsvetaev   |
| 1997        | Daniel Andrada        | Yevgen Kryvosheytsev | Dmitri Bytchkov       |
| 1999        | Vladimir Zakharov     | Vladimir Netsvetaev  | Alexei Gadeev         |
| 2001        | Maksym Styenkovyy     | Vladimir Zakharov    | Tomasz Oleksy         |
| 2003        | Maksym Styenkovyy     | Tomasz Oleksy        | Alexander Peshekhonov |
| 2005        | Evgenij Vajcechovskij | Maksym Styenkovyy    | Sergej Sinicyn        |
| 2007        | Qixin Zhong           | Manuel Escobar       | Sergej Sinicyn        |
| 2009 (10 m) | Qixin Zhong (2)       | Alexandr Nigmatulin  | Ivan Novikov          |
| 2009 (15 m) | Qixin Zhong (3)       | Sergey Abdrakhmanov  | Zhang Ning            |
| 2011        | Qixin Zhong (4)       | Stanislav Kokorin    | Danyil Boldyrev       |
| 2012        | Qixin Zhong (5)       | Libor Hroza          | Dmitrii Timofeev      |
| 2014        | Danylo Boldyrev       | Stanislav Kokorin    | Reza Alipour          |
| 2016        | Marcin Dzieński       | Reza Alipour         | Aleksandr Shikov      |
| 2018        | Reza Alipour          | Bassa Mawem          | Stanislav Kokorin     |
| 2019        | Ludovico Fossali      | Jan Kříž             | Stanislav Kokorin     |
| 2021        | Danyil Boldyrev       | Erik Noya Cardona    | Noah Bratschi         |
| 2023        | Matteo Zurloni        | Jinbao Long          | Rahmad Adi Mulyono    |

### Boulder
| Anno | Oro                      | Argento           | Bronzo          |
| ---- | ------------------------ | ----------------- | --------------- |
| 2001 | Mauro Calibani           | Frédéric Tuscan   | Christian Core  |
| 2003 | Christian Core           | Jérôme Meyer      | Tomasz Oleksy   |
| 2005 | Salavat Rakhmetov        | Kilian Fischhuber | Gérome Pouvreau |
| 2007 | Dmitrij Šarafutdinov     | Martin Stranik    | Cédric Lachat   |
| 2009 | Alexey Rubtsov           | Rustam Gelmanov   | David Barrans   |
| 2011 | Dmitrij Šarafutdinov (2) | Adam Ondra        | Rustam Gelmanov |
| 2012 | Dmitrij Šarafutdinov (3) | Kilian Fischhuber | Rustam Gelmanov |
| 2014 | Adam Ondra               | Jernej Kruder     | Jan Hojer       |
| 2016 | Tomoa Narasaki           | Adam Ondra        | Manuel Cornu    |
| 2018 | Kai Harada               | Chon Jong-won     | Gregor Vezonik  |
| 2019 | Tomoa Narasaki (2)       | Jakob Schubert    | Yannick Flohé   |
| 2021 | Kokoro Fujii             | Tomoa Narasaki    | Manuel Cornu    |
| 2023 | Mickael Mawem            | Mejdi Schalck     | Dohyun Lee      |

### Combinata
| Anno | Oro                | Argento        | Bronzo            |
| ---- | ------------------ | -------------- | ----------------- |
| 2012 | Sean McColl        | Thomas Tauporn | Cédric Lachat     |
| 2014 | Sean McColl (2)    | Jan Hojer      | Alban Levier      |
| 2016 | Sean McColl (3)    | Manuel Cornu   | David Firnenburg  |
| 2018 | Jakob Schubert     | Adam Ondra     | Jan Hojer         |
| 2019 | Tomoa Narasaki     | Jakob Schubert | Rishat Khaibullin |
| 2021 | Yannick Flohé      | Philipp Martin | Fedir Samoilov    |
| 2023 | Jakob Schubert (2) | Colin Duffy    | Tomoa Narasaki    |

## Medaglie donne

### Lead
| Anno | Oro                | Argento            | Bronzo              |
| ---- | ------------------ | ------------------ | ------------------- |
| 1991 | Susi Good          | Isabelle Patissier | Robyn Erbesfield    |
| 1993 | Susi Good (2)      | Robyn Erbesfield   | Isabelle Patissier  |
| 1995 | Robyn Erbesfield   | Laurence Guyon     | Liv Sansoz          |
| 1997 | Liv Sansoz         | Muriel Sarkany     | Marietta Uhden      |
| 1999 | Liv Sansoz (2)     | Muriel Sarkany     | Elena Ovtchinnikova |
| 2001 | Martina Cufar      | Muriel Sarkany     | Chloé Minoret       |
| 2003 | Muriel Sarkany     | Emilie Pouget      | Sandrine Levet      |
| 2005 | Angela Eiter       | Emily Harrington   | Akiyo Noguchi       |
| 2007 | Angela Eiter (2)   | Muriel Sarkany     | Maja Vidmar         |
| 2009 | Johanna Ernst      | Kim Ja-in          | Maja Vidmar         |
| 2011 | Angela Eiter (3)   | Kim Ja-in          | Magdalena Röck      |
| 2012 | Angela Eiter (4)   | Kim Ja-in          | Johanna Ernst       |
| 2014 | Kim Ja-in          | Mina Markovič      | Magdalena Röck      |
| 2016 | Janja Garnbret     | Anak Verhoeven     | Mina Markovič       |
| 2018 | Jessica Pilz       | Janja Garnbret     | Kim Ja-in           |
| 2019 | Janja Garnbret (2) | Mia Krampl         | Ai Mori             |
| 2021 | Seo Chae-hyun      | Natalia Grossman   | Laura Rogora        |
| 2023 | Ai Mori            | Janja Garnbret     | Seo Chae-hyun       |

### Speed
| Anno        | Oro                         | Argento            | Bronzo               |
| ----------- | --------------------------- | ------------------ | -------------------- |
| 1991        | Isabelle Dorsimond          | Agnès Brard        | Venera Chereshneva   |
| 1993        | Olga Bibik                  | Isabelle Dorsimond | Renata Piszczek      |
| 1995        | Natalie Richer              | Cecile Avezou      | Renata Piszczek      |
| 1997        | Tatiana Ruyga               | Irina Zaytseva     | Olga Bibik           |
| 1999        | Olga Zakharova              | Olena Ryepko       | Natalia Novikova     |
| 2001        | Olena Ryepko                | Mayya Piratinskaya | Svetlana Sutkina     |
| 2003        | Olena Ryepko (2)            | Tatiana Ruyga      | Valentina Yurina     |
| 2005        | Olena Ryepko (3)            | Valentina Yurina   | Edyta Ropek          |
| 2007        | Tatiana Ruyga (2)           | Edyta Ropek        | Valentina Yurina     |
| 2009 (10 m) | He Cuilian                  | He Cuifang         | Li Chunhua           |
| 2009 (15 m) | He Cuilian (2)              | He Cuifang         | Li Chunhua           |
| 2011        | Mariia Krasavina            | Anna Tsyganova     | Tamara Kuznetsova    |
| 2012        | Yuliya Levochkina           | Iuliia Kaplina     | Natalia Titova       |
| 2014        | Alina Gaidamakina           | Klaudia Buczek     | Aleksandra Rudzińska |
| 2016        | Anna Tsyganova              | Anouck Jaubert     | Iuliia Kaplina       |
| 2018        | Aleksandra Mirosław         | Anna Brożek        | Maria Krasavina      |
| 2019        | Aleksandra Mirosław (2)     | Di Niu             | Anouck Jaubert       |
| 2021        | Natalia Kalucka             | Iuliia Kaplina     | Aleksandra Miroslaw  |
| 2023        | Desak Made Rita Kusuma Dewi | Emma Hunt          | Aleksandra Miroslaw  |

### Boulder
| Anno | Oro                | Argento          | Bronzo                   |
| ---- | ------------------ | ---------------- | ------------------------ |
| 2001 | Myriam Motteau     | Sandrine Levet   | Nataliya Perlova         |
| 2003 | Sandrine Levet     | Nataliya Perlova | Fanny Rogeaux            |
| 2005 | Olga Shalagina     | Yulia Abramchuk  | Vera Kotasova-Kostruhova |
| 2007 | Anna Stöhr         | Akiyo Noguchi    | Olga Bibik               |
| 2009 | Yulia Abramchuk    | Olga Shalagina   | Anna Stöhr               |
| 2011 | Anna Stöhr (2)     | Sasha DiGiulian  | Juliane Wurm             |
| 2012 | Mélanie Sandoz     | Olga Iakovleva   | Anna Stöhr               |
| 2014 | Juliane Wurm       | Alex Puccio      | Akiyo Noguchi            |
| 2016 | Petra Klingler     | Miho Nonaka      | Akiyo Noguchi            |
| 2018 | Janja Garnbret     | Akiyo Noguchi    | Staša Gejo               |
| 2019 | Janja Garnbret (2) | Akiyo Noguchi    | Shauna Coxsey            |
| 2021 | Natalia Grossman   | Camilla Moroni   | Staša Gejo               |
| 2023 | Janja Garnbret (3) | Oriane Bertone   | Brooke Raboutou          |

### Combinata
| Anno | Oro                | Argento          | Bronzo          |
| ---- | ------------------ | ---------------- | --------------- |
| 2012 | Kim Ja-in          | Cécile Avezou    | Petra Klingler  |
| 2014 | Charlotte Durif    | Petra Klingler   | Mina Markovič   |
| 2016 | Elena Krasovskaya  | Claire Buhrfeind | Charlotte Durif |
| 2018 | Janja Garnbret     | Sa Sol           | Jessica Pilz    |
| 2019 | Janja Garnbret (2) | Akiyo Noguchi    | Shauna Coxsey   |
| 2021 | Jessica Pilz       | Mia Krampl       | Elnaz Rekabi    |
| 2023 | Janja Garnbret (3) | Jessica Pilz     | Ai Mori         |

## Medagliere
Aggiornato ai campionati mondiali di Berna (2023).
| Pos.   | Nazione       | Oro | Argento | Bronzo | Totale |
| ------ | ------------- | --- | ------- | ------ | ------ |
| 1      | Russia        | 16  | 14      | 23     | 53     |
| 2      | Austria       | 15  | 7       | 8      | 30     |
| 3      | Francia       | 14  | 17      | 17     | 48     |
| 4      | Ucraina       | 11  | 7       | 5      | 23     |
| 5      | Slovenia      | 9   | 7       | 5      | 21     |
| 6      | Rep. Ceca     | 6   | 10      | 4      | 20     |
| 7      | Giappone      | 6   | 9       | 8      | 23     |
| 8      | Italia        | 6   | 1       | 2      | 9      |
| 9      | Polonia       | 5   | 4       | 9      | 18     |
| 10     | Cina          | 5   | 4       | 1      | 10     |
| 11     | Spagna        | 4   | 5       | 0      | 9      |
| 12     | Stati Uniti   | 3   | 9       | 4      | 16     |
| 13     | Corea del Sud | 3   | 5       | 4      | 12     |
| 14     | Svizzera      | 3   | 1       | 5      | 9      |
| 15     | Canada        | 3   | 1       | 0      | 4      |
| 16     | Belgio        | 2   | 6       | 0      | 8      |
| 17     | Germania      | 2   | 5       | 9      | 16     |
| 18     | Iran          | 1   | 1       | 2      | 4      |
| 19     | Indonesia     | 1   | 0       | 1      | 2      |
| 20     | Kazakistan    | 0   | 1       | 3      | 4      |
| 21     | Venezuela     | 0   | 1       | 0      | 1      |
| 22     | Gran Bretagna | 0   | 0       | 4      | 4      |
| 23     | Serbia        | 0   | 0       | 2      | 2      |
| 24     | Paesi Bassi   | 0   | 0       | 1      | 1      |
| Totale | Totale        | 115 | 115     | 117    | 347    |

## Maggiori vincitori di campionati del mondo lead
Nelle seguenti tabelle sono indicati tutti gli atleti vincitori di almeno due campionati del mondo lead.

### Uomini
| Nome                     | Campionati del mondo lead |
| ------------------------ | ------------------------- |
| François Legrand         | 3                         |
| Adam Ondra               | 3                         |
| Tomáš Mrázek             | 2                         |
| Ramón Julián Puigblanque | 2                         |
| Jakob Schubert           | 4                         |

### Donne
| Nome           | Campionati del mondo lead |
| -------------- | ------------------------- |
| Angela Eiter   | 4                         |
| Janja Garnbret | 2                         |
| Susi Good      | 2                         |
| Liv Sansoz     | 2                         |

## Maggiori vincitori di campionati del mondo boulder
Nelle seguenti tabelle sono indicati tutti gli atleti vincitori di almeno due campionati del mondo boulder.

### Uomini
| Nome                 | Campionati del mondo boulder |
| -------------------- | ---------------------------- |
| Dmitrij Šarafutdinov | 3                            |
| Tomoa Narasaki       | 2                            |

### Donne
| Nome           | Campionati del mondo boulder |
| -------------- | ---------------------------- |
| Janja Garnbret | 3                            |
| Anna Stöhr     | 2                            |

## Maggiori vincitori di campionati del mondo speed
Nelle seguenti tabelle sono indicati tutti gli atleti vincitori di almeno due campionati del mondo speed.

### Uomini
| Nome              | Campionati del mondo speed |
| ----------------- | -------------------------- |
| Zhong Qixin       | 4                          |
| Maksym Styenkovyy | 2                          |

### Donne
| Nome                | Campionati del mondo speed |
| ------------------- | -------------------------- |
| Olena Ryepko        | 3                          |
| Aleksandra Mirosław | 2                          |
| Tatiana Ruyga       | 2                          |

## Maggiori vincitori di campionati del mondo combinata
Nelle seguenti tabelle sono indicati tutti gli atleti vincitori di almeno due campionati del mondo combinata.

### Uomini
| Nome        | Campionati del mondo combinata |
| ----------- | ------------------------------ |
| Sean McColl | 3                              |

### Donne
| Nome           | Campionati del mondo combinata |
| -------------- | ------------------------------ |
| Janja Garnbret | 3                              |